# Arturo Frondizi
Arturo Frondizi Ércoli (28. října 1908 Paso de los Libres – 18. dubna 1995 Buenos Aires) byl argentinský právník a politik, který zastával v letech 1958 až 1962 úřad prezidenta republiky. Byl stoupencem developmentalismu, usilujícího o hospodářskou soběstačnost, ochranu domácího trhu, výrazné státní zásahy do ekonomiky a investice do rozvoje průmyslu.
Jeho rodiče pocházeli z italského města Gubbio, otec byl stavitel. Měl třináct sourozenců, Risieri Frondizi byl filosof a rektor buenosaireské univerzity. Od roku 1923 žila rodina v hlavním městě.
Frondizi hrál v mládí fotbal za Club Almagro, vystudoval právnickou fakultu a stal se advokátem. Zapojil se do protestů proti vojenskému režimu a byl vězněn. V roce 1932 vstoupil do Radikální občanské unie. V roce 1936 založil první argentinskou lidskoprávní organizaci Liga Argentina por los Derechos del Hombre. Za druhé světové války požadoval, aby Argentina bojovala proti nacistickému Německu.
V roce 1945 byl jedním z autorů Avellanedské deklarace, požadující rychlou modernizaci země. O rok později byl zvolen poslancem argentinského parlamentu. Zpočátku podporoval Juana Peróna, postupně se však stal jedním z jeho hlavních oponentů. Ve volbách v roce 1951 Radikální občanská unie nominovala jako prezidentského kandidáta Ricarda Balbína a Frondiziho na post viceprezidenta, byla však poražena justicialisty.
V roce 1956 odešel z Radikální občanské unie a založil vlastní stranu, Nesmiřitelnou radikální občanskou unii, která prosazovala levicovější politiku. V únoru 1958 zvítězil ve volbách, stal se prezidentem a jeho strana měla parlamentní většinu. Jeho působení ve funkci bylo poznamenáno hospodářskou krizí, která Frondizimu neumožnila uskutečnit slíbené sociální reformy. Zvýšil těžbu ropy a provedl rozsáhlou industrializaci, avšak za cenu vysokého zadlužení země. Musel také řešit spor s Chile o hranici v průlivu Beagle. Frondiziho sbližování s Castrovou Kubou a s ilegálními perónistickými skupinami vyvolalo nevůli armády, která ho převratem 29. března 1962 sesadila a novým prezidentem se stal José María Guido. Frondizi byl internován na ostrově Martín García, odkud byl propuštěn v červenci 1963. Vrátil se do politiky, založil Hnutí integrace a rozvoje, avšak většího politického vlivu už nenabyl.
V Buenos Aires je po něm pojmenována ulice Autopista Presidente Arturo Frondizi.